# Dorothy Bernard
Dorothy Bernard (25. srpnja 1890. – 14. prosinca 1955.) bila je američka glumica nijemog filma. Ona se pojavila u 87 filmova od 1908. i 1956. godine.
Rođena je u Port Elizabethu, Republika Južna Afrika, a umrla u Hollywoodu od srčanog udara.

## Izabrana filmografija
- A Flash of Light (1910.)
- Ramona (1910.)
- The Two Paths (1911.)
- His Trust Fulfilled (1911.)
- His Trust (1911.)
- For His Son (1912.)
- A Sister's Love (1912.)
- A String of Pearls (1912.)
- The Girl and Her Trust (1912.)
- The Goddess of Sagebrush Gulch (1912.)
- One Is Business, the Other Crime (1912.)
- An Outcast Among Outcasts (1912.)
- The House of Darkness (1913.)
- The Sheriff's Baby (1913.)
- Near to Earth (1913.)
- A Chance Deception (1913.)